# 22 (tal)
22 (tjugotvå (fil)) är det naturliga talet som följer 21 och som följs av 23.

## Inom matematiken
- 22 är ett jämnt tal
- 22 är ett semiprimtal[1]
- 22 är ett defekt tal
- 22 är det tolfte palindromtalet
- 22 är ett pentagontal
- 22 är ett centrerat heptagontal
- 22 är ett ikosidigontal
- 22 är ett hexagonalt pyramidtal
- 22 är ett Perrintal
- 22 är ett Smithtal
- 22 är ett Schrödertal
- 22 är det åttonde talet i partitionsfunktionen

## Inom vetenskapen
- Titan, atomnummer 22
- 22 Kalliope, en asteroid
- Messier 22, klotformig stjärnhop i Skytten, Messiers katalog